# Сото, Диего
Диего Альфредо Сото Риффо (исп. Diego Alfredo Soto Riffo; родился 22 октября 1998 года в Консепсьон, Чили) — чилийский футболист, защитник клуба «Универсидад де Консепсьон».

## Клубная карьера
Сото — воспитанник клуба «Универсидад де Консепсьон». 29 июля 2015 года в матче Кубка Чили против «Депортес Темуко» он дебютировал за основной состав команды. 17 августа в поединке против «Палестино» Диего дебютировал в чилийской Примере.

## Международная карьера
В 2015 году Сото в составе юношеской сборной Чили принял участие в домашнем юношеском чемпионате мира. На турнире он сыграл в матчах против команд Хорватии и Нигерии.